# № 16 (павук)
№ 16 це самиця павука виду Idiopidae, яка жила в заповіднику Північна Бунгулла поблизу Тамміна, Західна Австралія.

## Біографія
У березні 1974 року австралійський арахнолог Барбара Йорк Мейн розпочала довготривале дослідження павучих родин. Вона відмітила десять павуків і повернулася наступного року, щоб знайти нових павучат, серед яких був і номер 16, що, ймовірно, народилися після першого осіннього дощу 1974 р. Мейн поверталася на це місце щороку, а іноді й частіше, протягом більш ніж чотирьох десятиліть.
Як і інші павуки, № 16 провела все своє життя в одній норі, харчуючись їстівними комахами, які ходили по шовковому даху її нори, схожому на люк.

### Смерть
В 2016 році у віці 43 роки № 16 загинула від оси павуколова яка пробила шовкову пробку її нори. Смерть павука набула широкого розголосу наприкінці квітня 2018 року з публікацією дослідницької статті в журналі Pacific Conservation Biology.
Після виходу на пенсію Барбара Йорк Мейн переїхала до будинку для людей з хворобою Альцгеймера. Леанда Мейсон, яка підтримувала зв'язок зі своєю наставницею, сказала у 2018 році, що Барбара "пам'ятає № 16", але "забуває, що вона померла".
Через 4 роки після смерті № 16 Барбара Йорк Мейн також покинула світ.